# Myrmarachne formica
Myrmarachne formica là một loài nhện trong họ Salticidae.
Loài này thuộc chi Myrmarachne. Myrmarachne formica được Carl Ludwig Doleschall miêu tả năm 1859.